# Roseto (Pennsylvania)
Roseto è un borough degli Stati Uniti d'America della contea di Northampton nello Stato della Pennsylvania. La popolazione era di 1 567 abitanti al censimento del 2010. Roseto si trova nella regione della Lehigh Valley. Fa parte della cintura d'ardesia della Pennsylvania.
Roseto è nota nei campi della sociologia e della cardiologia per l'effetto Roseto, a causa del fatto che metà della comunità rispetto alla media nazionale soffriva di malattie cardiache a metà del XX secolo. Questo risultato aiutò a stabilire che lo stress può contribuire alla malattie cardiache.

## Geografia fisica
Roseto è situata a 40°52′50″N 75°13′02″W (40.880576, -75.217345).
Secondo lo United States Census Bureau, ha un'area totale di 0,64 mi² (1,66 km²).

## Storia
La città prende il nome dal comune di Roseto Valfortore in Italia. Fu in gran parte colonizzata da tedeschi, olandesi e italiani impiegati nelle numerose cave locali d'ardesia.
La Wind Gap and Delaware Railroad aprì una linea attraverso la città nel 1883. Era gestita dalla Central Railroad of New Jersey fino al 1905, dopo di che si fuse nella Lehigh and New England Railroad, che chiuse la linea nel 1955. Fu incorporata come borough nel 1912.

## Società

### Evoluzione demografica
Secondo il censimento del 2010, la popolazione era di 1 567 abitanti.

### Etnie e minoranze straniere
Secondo il censimento del 2010, la composizione etnica del borough era formata dal 96,87% di bianchi, l'1,02% di afroamericani, lo 0,13% di nativi americani, lo 0,51% di asiatici, lo 0,26% di altre razze, e l'1,21% di due o più etnie. Ispanici o latinos di qualunque razza erano il 2,74% della popolazione.